# Carrello (armi)

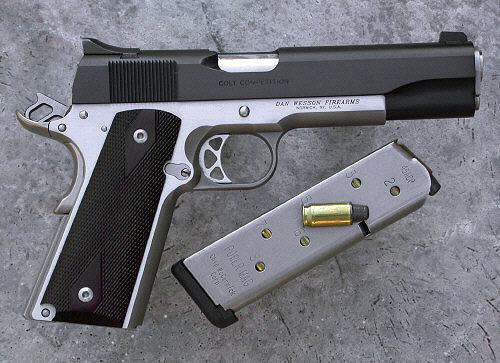
Una Colt M1911 DW Patriot bicolore, con carrello nero e castello nickelato

Il carrello è quella parte mobile dell'arma da fuoco, presente nella maggior parte delle pistole semiautomatiche, che in genere contiene il percussore, l'estrattore e l'espulsore, e serve anche come otturatore. Scorre su delle guide orizzontali che necessitano di lubrificazione, è tenuto nella posizione chiusa da una molla di richiamo, ed il suo movimento è chiamato spesso scarrellamento. 

## Funzionamento

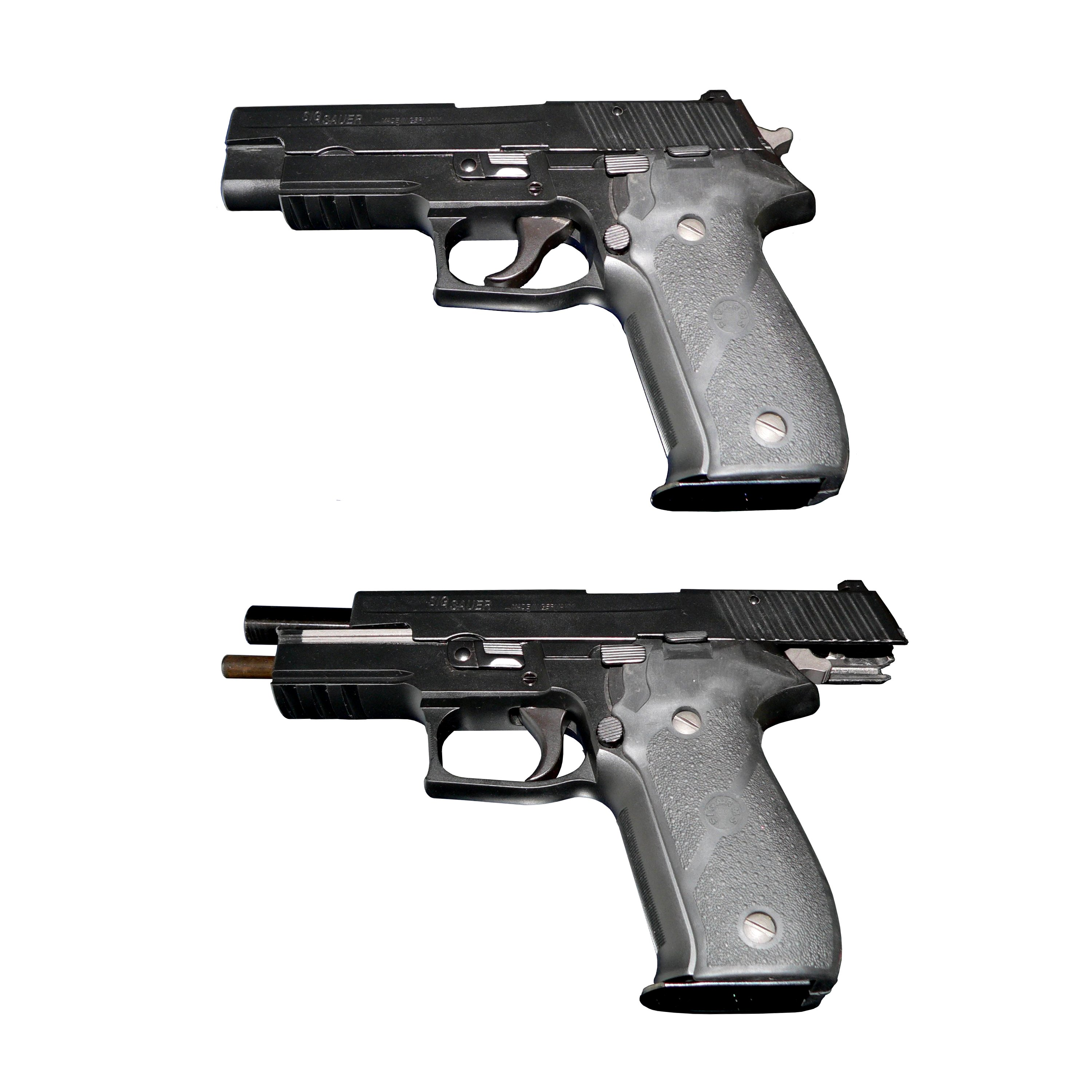
Una SIG Sauer SP 2022 con carrello chiuso (sopra) e aperto (sotto). Il carrello è tenuto aperto dall'arresto del carrello

All'inizio del ciclo di sparo e del movimento, il carrello viene spinto all'indietro dopo ogni colpo, tramite i principi del rinculo o della massa battente. 

Funzione del carrello interno di un'arma automatica

Lo scarrellamento di solito comprende diverse funzioni, tra cui l'estrazione e l'espulsione del bossolo appena sparato, l'armamento del cane o del percussore, e la ricarica della camera di scoppio con una nuova cartuccia. Alla fine del movimento, l'arma è di nuovo pronta a sparare. 
In molte semiautomatiche, quando le munizioni nel caricatore sono terminate, una leva (detta arresto di carrello) blocca il carrello in posizione aperta (foto a fianco, parte inferiore) dopo l'ultimo sparo, in modo che tolto il caricatore scarico e inserito uno carico, lo sgancio del carrello ed il ritorno alla posizione chiusa, inserisca il colpo in canna e l'arma sia nuovamente pronta a sparare (in singola azione).
In alcune pistole, l'arresto di carrello viene utilizzato anche per smontare l'arma, per la pulizia, eliminando così la necessità di usare altri meccanismi di bloccaggio.